# Цель (Верхній Пфальц)
Цель (нім. Zell) — громада в Німеччині, розташована в землі Баварія. Підпорядковується адміністративному округу Верхній Пфальц. Входить до складу району Кам. Складова частина об'єднання громад Вальд.
Площа — 32,93 км2. Населення становить 1817 ос. (станом на 31 грудня 2020).